# 扎圖爾齊
50°46′50″N 24°50′14″E / 50.78056°N 24.83722°E
扎圖爾齊，或译为扎图尔茨，是烏克蘭的村落，位於該國西部沃倫州，由沃洛德米爾區負責管轄，始建於十三世紀，面積4.46平方公里，海拔高度214米，2001年人口1,917，人口密度每平方公里4.3人。